# Kostel Nanebevzetí Panny Marie (Bukovinka)
Kostel Nanebevzetí Panny Marie je římskokatolický chrám v Bukovince v okrese Blansko z roku 1773. Jde o filiální kostel ve farnosti Křtiny. Je chráněn jako kulturní památka.

## Historie
Barokní jednolodní orientovaný kostel byl postaven v roce 1773 na jižním okraji obce. Nechal jej zřídit opat zábrdovického premonstrátského kláštera (kterému ves patřila) Kryštof Jiří Matuška jako náhradu za starý kostel Panny Marie, který o rok dříve vyhořel. Nový chrám vznikl asi 100 metrů jihozápadně od původního kostela. V roce 1979 byla ke kostelu přistavěna sakristie podle návrhu Karla Ochmanna.